# Edmond De Vigne
Pour les articles homonymes, voir De Vigne.
Edmond De Vigne, né en 1841 et mort en 1918, est un représentant typique de l'architecture éclectique et historiciste en Belgique. 

## Biographie
Fils du peintre Félix De Vigne et parent des sculpteurs Pierre et Paul De Vigne, Edmond De Vigne étudie à l’Académie royale des beaux-arts de Gand avant de s’établir à Bruxelles.
Il commença sa carrière comme collaborateur du bureau d'architecture de Joseph Poelaert.
Il collabore à la revue l'Émulation, dès sa création en 1878.

## Réalisations
- Ensemble de maisons d'habitation sur rez commercial dans le quartier Notre-Dame-aux-Neiges à Bruxelles (1874) : modèle identique avec façades qui mélangent la pierre blanche, la pierre bleue et la brique apparente.
- Ensemble de maisons identiques rue du Hainaut à Gand (s.d.) : dans le cadre de l’assainissement du quartier Nederschelde (1883), établi conjointement avec l’ingénieur Édouard Zollikofer.
- Établissement de bains Van Eyck dans le quartier Nederschelde à Gand (1886), dans un style néo-renaissance.
- Le Typhonium, villa de style égyptien construite à Wissant (1891) pour le couple de peintres Adrien Demont et Virginie Demont-Breton.
- Théâtre royal Flamand (KNS), Gand (1897-1899), surnommé la Grande Maison, dans le cadre de la transformation du centre historique de Gand qui a vu naître les deux places Saint-Bavon et Émile Braun. Ce bâtiment a subi une rénovation en profondeur qui s’est achevée en 1993.
- Siège central de la Compagnie mutuelle des tramways dans la rue du Marais à Bruxelles (1898) : aujourd'hui démoli.
- Château de Val Duchesse à Auderghem (1903-1911), dans un style éclectique classicisant.
- Ensemble de trois maisons aux numéros 6, 8 et 10 de l'avenue Palmerston à Bruxelles, (construites respectivement en 1900, 1896 et 1895 et démolies en 1960)
- Athénée Adolphe Max (1904-1908), bâtiment principal, boulevard Clovis, 40 à Bruxelles
- École communale Baron Steens (1897), rue Haute, 255 à Bruxelles (succède à Adolphe Samyn).
- Haute École Francisco Ferrer (ancienne école communale n° 13) (1910-1912), place Anneessens, 11 à Bruxelles (aile rue du Dam).